# Международное общество сознания Кришны в Аргентине
Международное общество сознания Кришны (ИСККОН) осуществляет свою деятельность в Аргентине с 1973 года. С приходом к власти военной хунты в 1976 году ИСККОН в Аргентине был официально запрещён. Аргентинские кришнаиты пережили период преследований, продолжавшийся до 1983 года, когда в стране снова восстановилась демократия и свобода религии. По данным на 2003 год в Аргентине действовало 4 храма, 1 сельскохозяйственная община и 6 проповеднических центров ИСККОН. В стране также действует кришнаитская гуманитарная программа «Харе Кришна — пища жизни». В 2001 году общее количество последователей ИСККОН в Аргентине оценивалось в 3000 человек.

## История

### Становление и развитие
История ИСККОН в Аргентине началась в 1973 году, когда в стране начали проповедовать ученики основателя ИСККОН Бхактиведанты Свами Прабхупады. К 1976 году в Буэнос-Айресе действовал храм и ашрам ИСККОН, располагавшийся на Calle Ecuador, в самом центре аргентинской столицы. В 1976 году в Аргентине к власти пришла военная хунта. Установившийся в стране военный режим объявил ИСККОН сектой и запретил его деятельность. Наряду с ИСККОН были запрещены Свидетели Иеговы и неоиндуистская организация «Миссия божественного света». После падения режима в 1983 году ИСККОН снова получил возможность свободно осуществлять в стране миссионерскую деятельность. Наступил период активной проповеди, начали появляться новые храмы и проповеднические центры.
В 1970-е — первой половине 1980-х годов одним из активных кришнаитских проповедников в Аргентине был американский ученик Прабхупады Панчадравида Свами. В 1982 году Руководящий совет ИСККОН назначил его инициирующим гуру и одним из руководителей ИСККОН в странах Латинской Америки. Однако, Панчадравида вскоре оставил руководящие посты в ИСККОН. Ему на смену пришли Харикеша Свами и Бхактибхушана Свами, активно проповедовавшие в Аргентине в 1980-е—1990-е годы.

### Современное состояние
Деятельность ИСККОН в Аргентине в основном финансируется за счёт добровольных пожертвований и продажи духовной литературы. С 1995 года ИСККОН ежегодно с большим размахом проводит в Буэнос-Айресе фестиваль Ратха-ятра. В ходе фестиваля кришнаиты с пением и танцами провозят по улицам аргентинской столицы огромную разукрашенныю колесницу с деревянными статуями божеств Джаганнатхи, Баладевы и Субхадры. Празднество сопровождается бесплатной раздачей освящённой вегетарианской пищи (прасада).

## Благотворительная деятельность
В Аргентине кришнаиты осуществляют гуманитарную миссию «Харе Кришна — пища жизни», в рамках которой около 5000 человек регулярно обеспечивается бесплатной вегетарианской пищей.